# Johann Theodor Goldstein
Johann Theodor Goldstein (* 12. März 1798 in Warschau; † 8. April 1871 in Dresden) war ein deutscher Maler der Romantik. Er wurde als Landschaftsmaler des Königs bezeichnet, geriet aber nach 1850 in Vergessenheit.

## Leben
Geboren in Warschau liegen Kindheit und Jugend nach wie vor im Dunkeln. 1816 ging er nach Berlin, um Malerei zu studieren und wo unter dem Einfluss von Karl Friedrich Schinkel sein Interesse an der historischen Baukunst geweckt wurde. 1821 zog er nach Dresden, um seine Studien unter Johan Christian Clausen Dahl zu vervollkommnen. Ab dieser Zeit erschienen seine Gemälde regelmäßig in Ausstellungen der Kunstakademien in Dresden und Berlin. Sie zeugen von einer genauen Beobachtungsgabe und einer enormen Schaffenskraft des Malers und machten ihn neben Max Hauschild zu einem der bedeutendsten Dresdner Architekturmaler.
Gefördert durch den Prinzen und späteren König Friedrich August II. sowie durch den Kunstsammler und Mäzen Johann Gottlob von Quandt unternahm er in den 1820er Jahren Reisen nach Italien, um Studien für den Kronprinzen zu fertigen, die dieser bei ihm bestellt hatte. Auch später als König gab Friedrich August regelmäßig Aufträge an Johann Theodor Goldstein, die ihm den Beinamen „Landschaftsmaler des Königs“ eintrugen. 1833 traf er in Palermo den Dresdner Maler Carl Robert Kummer. Seine Landschaftsmalerei, so zeitgenössische Publikationen, seien „voll Wärme und mildem Sonnenlichts“.
Mit dem Tode seines Gönners Friedrich August II. wurde es still um ihn und er geriet in Vergessenheit: Nie verheiratet starb er vereinsamt und altersmüde 1871 in Dresden, wobei sein genaues Todesdatum erst um 2020 bekannt wurde.

## Werke

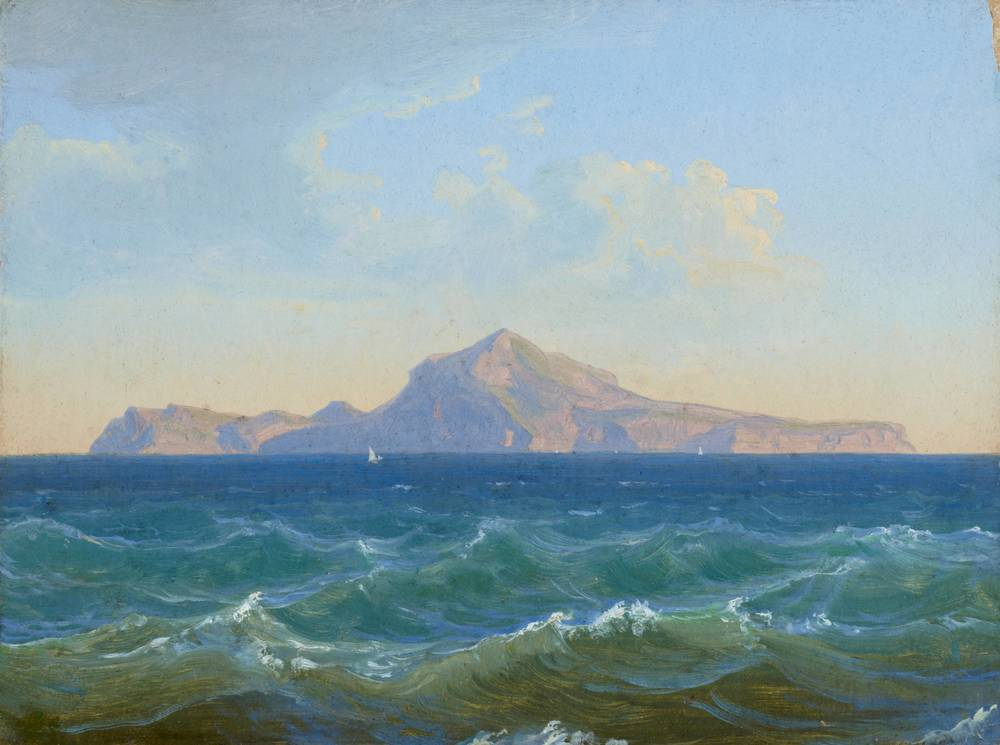
Ölbild Capri, um 1824/1825

- Berliner Dom, 1821, Stiftung Preußische Schlösser und Gärten Berlin-Brandenburg, Schloss Sanssouci
- Dom zu Meißen mit Porzellanmanufaktur, Gemälde, 1822 (mit freier Eintragung der damals noch unfertigen Westtürme), Museum für Kunst und Kulturgeschichte Dortmund
- Capri, Öl/Papier auf Pappe, 21,5 × 29 cm, um 1824/1825, Galerie Neue Meister, Dresden
- Böhmische Landschaft bei Teplitz, Öl/Leinwand, 1825, Kunstforum Ostdeutsche Galerie, Regensburg
- Ansicht von Palermo, Ölstudie, 1833, Kupferstichkabinett Dresden
- Landschaft mit Burgruine auf Felsen, Bleistift, Kunstsammlungen Chemnitz (Sammlung Helmut Brückner)
- Südliche Landschaft, Öl/Leinwand, Kunstsammlungen Chemnitz (Sammlung Helmut Brückner)
- Stürmische See bei Gewitter, Öl/Leinwand, Museum der bildenden Künste (Sammlung Speck von Sternburg), Leipzig